# Campionati europei di pattinaggio di velocità 2022 - Inseguimento a squadre femminile
L'evento dell'inseguimento a squadre femminile dei Campionati europei di pattinaggio di velocità 2022 si è svolto il 9 gennaio 2022 alla Thialf di Heerenveen, nei Paesi Bassi.

## Risultati
| Pos | Pair | Corsia | Nazione                                                            | Tempo      | Diff   |
| --- | ---- | ------ | ------------------------------------------------------------------ | ---------- | ------ |
| 1   | 3    | c      | Paesi Bassi Ireen Wüst Antoinette de Jong Irene Schouten           | 2:54.12 TR |        |
| 2   | 2    | s      | Norvegia Marit Fjellanger Bøhm Ragne Wiklund Sofie Karoline Haugen | 2:58.54    | +4.42  |
| 3   | 3    | s      | Russia Elizaveta Golubeva Natalya Voronina Evgeniia Lalenkova      | 2:59.32    | +5.19  |
| 4   | 1    | s      | Bielorussia Yauheniya Varabyova Ekaterina Sloeva Maryna Zuyeva     | 3:03.14    | +9.02  |
| 5   | 1    | c      | Germania Michelle Uhrig Leia Behlau Lea Sophie Scholz              | 3:08.31    | +14.19 |
| 6   | 2    | c      | Polonia Kaja Ziomek Karolina Bosiek Magdalena Czyszczoń            | 3:09.55    | +15.43 |